# Tok FM
Radio Tok FM (als Bild-/Wortmarke TOK FM geschrieben) ist ein überregionaler polnischer privater Radio-Nachrichtensender mit UKW-Sendern in 17 Städten in Polen. Sitz des Senders ist Warschau. Eigentümer sind seit 2005 Agora S.A. (66 Prozent) und das Wochenmagazin Polityka.

## Geschichte
Der Sender wurde im Jahr 1998 als Nachrichtenprogramm unter dem Namen Inforadio gegründet. Die ersten Sender versorgten die Städte Elbląg, Gdańsk, Gdynia und Gorzów Wielkopolski. Bereits im selben Jahr wurde der Name in Tok FM geändert. Der Schwerpunkt wurde mehr auf Talksendungen und kommentierte Livereportagen gelegt.
2003 wurde wieder auf ein reines Nachrichtenformat umgestellt. Im 20- bzw. 60-Minuten-Takt wurden Nachrichten und themenspezifische Informationsblöcke gesendet. Zusätzlich lag der Schwerpunkt auf Interviews mit bekannten Journalisten und Kolumnisten.

### Sendereihe Theater-RadioTeatr Radia Tok FM
Die Sendereihe „Theater-Radio“ Teatr Radia Tok FM startete im November 2008. Sie brachte Hörspiele mit bekannten Schauspielern und Regisseuren. Künstlerischer Leiter des Programms war Mikołaj Lizut. Nach 10 Hörspielen wurde die Sendereihe nach dem 2. Februar 2009 wieder eingestellt. Zeitweise gab es einen eigenen Themenkanal im Internet, der neben dieser Sendereihe aus dem Hauptprogramm weiterführende Sendungen und Interviews brachte und Podcast-Angebote aus diesem Kanal bereithielt.

## Programm
Nachrichten und Wetter werden tagsüber alle 20 Minuten gesendet (nachts und am Wochenende stündlich), an Werktagen zusätzlich mehrmals täglich Wirtschaftsnachrichten, Sport und Kultur.
Dazwischen werden Informationsblöcke aus einer breiten Themenpalette angeboten. Auch einzelne Musiksendungen gehören zum Programm.

### Webradioprgramme
Ergänzend zum Informationsangebot des Senders gibt es eine Reihe von Webradioprgrammen, die das Bedürfnis nach anspruchsvoller Musik befriedigen sollen.
- Tok Music
- WWW Jazz Radio
- Radio Relax
- Chillout
- Między Słowami („Zwischen [den] Worten“) mit verschiedenen themenbezogenen Musikkanälen

## Verbreitung
Der Empfang ist über etliche UKW-Sender möglich: Gorzów Wielkopolski (87,9 MHz), Toruń (88,2 MHz), Elbląg (89,2 MHz), Lublin (93,8 MHz), Kielce (94,9 MHz), Gdynia (95,2 MHz), Wrocław (95,8 MHz), Opole (96,9 MHz), Łódź (97,4 MHz), Katowice (97,4 MHz), Poznań (97,7 MHz), Warszawa (97,7 MHz), Gdańsk (97,8 MHz), Szczecin (99,3 MHz), Płock (101,2 MHz), Kraków (102,9 MHz) und Radom (104,0 MHz).
Das Programm wird weiterhin als Livestream im Internet und per Satellit über Hot Bird 9 verbreitet.

## Auszeichnung
Im Jahr 2008 zeichnete die Media & Marketing Polska Tok FM mit dem Titel „Sender des Jahres“ aus.